# Bogusław Fryderyk Radziwiłł
Pour les autres membres de la famille, voir Maison Radziwill.
Bogusław Frédéric Radziwiłł (3 janvier 1809 à Königsberg – 2 janvier 1873 à Berlin) est un gentilhomme polonais et officier militaire et homme politique prussien. 

## Biographie
À l'époque où la Pologne est partagée, il vit dans le royaume de Prusse, où il est membre du Parlement prussien (plus tard, de la Chambre des seigneurs de Prusse). Il atteint le grade de général dans l'armée prussienne.
Son père, le prince Antoni Henryk Radziwiłł, est également le duc-gouverneur (polonais : książę-namiestnik, allemand : Statthalter) du Grand-duché de Posen, une province autonome du royaume de Prusse. Sa mère est la princesse Louise de Prusse, et, à travers elle, il est l'arrière-petit-fils du roi Frédéric-Guillaume Ier de Prusse, et du roi George Ier de Grande-Bretagne, cousin de Guillaume Ier, empereur d'Allemagne et du tsar Alexandre II de Russie. Il est le père d'Edmund Radziwiłł (de) et de Ferdynand Radziwiłł.
En 1854, Radziwill devient membre d'honneur du Katholischer Leseverein, maintenant K.St.V. Askania-Burgundia (de) à Berlin, la première association du KV (de).